# آپر لا تیست
آپر لا تیست (به لاتین: Upper La Taste) یک منطقهٔ مسکونی در گرنادا است که در Saint Patrick Parish, Grenada واقع شده‌است. آپر لا تیست ۶۳ متر بالاتر از سطح دریا واقع شده‌است.